# هنري روبنسون (لاعب كريكت)
هنري روبنسون (13 نوفمبر 1863 في المملكة المتحدة - ) (بالإنجليزية: Henry Robinson)‏ هو لاعب كريكت بريطاني. لعب مع نادي مقاطعة نوتنغهامشير للكريكت ‏.

## وصلات خارجية
- هنري روبنسون على موقع إي آس بي آن كريك إنفو (الإنجليزية)